# Acisoma trifidum
Az Acisoma trifidum a rovarok (Insecta) osztályának a szitakötők (Odonata) rendjébe, ezen belül az egyenlőtlen szárnyú szitakötők (Anisoptera) alrendjébe és a laposhasú acsák (Libellulidae) családjába tartozó faj.

## Előfordulása
Az Acisoma trifidum az afrikai kontinensen őshonos; itt elterjedt és közönséges, azaz gyakori.

## Életmódja
A mocsaras területeken él. Habár az emberi tevékenységek miatt számos élőhelyét elvesztette, ez a laposhasú acsafaj még nincs veszélyben.

## Fordítás
- Ez a szócikk részben vagy egészben  az   Acisoma trifidum című angol Wikipédia-szócikk ezen változatának fordításán alapul.  Az eredeti cikk szerkesztőit annak laptörténete sorolja fel. Ez a jelzés csupán a megfogalmazás eredetét és a szerzői jogokat jelzi, nem szolgál a cikkben szereplő információk forrásmegjelöléseként.